# Ото III фон Еверщайн
Ото III фон Еверщайн-Поле (на немски: Otto III von Everstein-Polle; † между 25 май 1312 и 16 февруари 1314) е граф на Еверщайн и господар на Поле в Долна Саксония.

## Произход
Той е син на граф Херман I фон Еверщайн († 1272) и съпругата му Хедвиг Якобсдотер († 1266), дъщеря на Йохан Якобсон († 1240) и Аделхайд фон Дасел († 1263), дъщеря на граф Адолф I фон Дасел († 1224). Внук е на граф Албрехт IV фон Еверщайн († 1214) и първата му съпруга.

## Фамилия
Първи брак: с фон Билщайн († пр. 1285), дъщеря на граф Дитрих I фон Билщайн († сл. 1255) и Мехтилд фон Арберг († 1292). Те имат две дъщери:
- София († сл. 1302), канонеса в Гернроде (1297 – 1299) и в Гандерсхайм
- Мехтилд († сл. 1319), омъжена за Конрад V 'Млади' фон Шоненберг († сл. 1341/1342)

Втори брак: пр. 1285 г. с Луитгард фон Шладен († сл. 1331), дъщеря на граф Майнхер фон Шладен († сл. 1302) и Аделхайд фон Верберг († сл. 1302). Те имат децата:
- Херман II фон Еверщайн-Поле († между 20 юни 1350 – 21 септември 1353), граф на Еверщайн и Поле, женен пр. 29 септември 1324 г. за Аделхайд фон Липе († сл. 1324)
- Елизабет († сл. 1320), омъжена пр. 25 май 1303 г. за граф Герхард II фон Халермунд 'Млади' († 1345/1346), син на граф Вилбранд III фон Халермунд († 1280)
- Ото фон Еверщайн-Поле († между 1 ноември и 23 октомври 1361), домхер в Хилдесхайм (1319), домхер в Менден (1324 – 1328), архдякон в Елце (1327), приор в Хамелн (1336 – 1353)